# Ourapteryx subcurvaria
Ourapteryx subcurvaria är en fjärilsart som beskrevs av Charles Oberthür 1911. Ourapteryx subcurvaria ingår i släktet Ourapteryx och familjen mätare. Inga underarter finns listade i Catalogue of Life.